# Balíček (Java)
Balíček (anglicky package) v programovacím jazyce Java slouží především k rozdělení tříd do jmenných prostorů. Zároveň slouží k seskupení více tříd do komprimovaných souborů typu JAR, což umožňuje stahování celých skupin tříd najednou.
Příslušnost třídy k balíčku je obvykle uvedena na začátku souboru s jejím zdrojovým kódem pomocí klíčového slova package. Například:
```
package
 
java.awt.event
;

```

přiřazuje patřičnou třídu do balíčku java.awt.event.
Příbuzné klíčové slovo import umožňuje do třídy importovat třídy z jiného balíčku, například
```
import
 
java.awt.event.*
;

```

importuje všechny třídy z balíčku java.awt.event a
```
import
 
java.awt.event.ActionEvent
;

```

importuje z balíčku java.awt.event pouze třídu ActionEvent.